# Visite à la ferme
Visite à la ferme est un tableau peint par Jan Brueghel l'Ancien en 1597. Il mesure 27 cm de haut sur 36 cm de large. Il est conservé au musée d'histoire de l'art de Vienne.